# Firechat
Firechat (Eigenschreibweise FireChat) war ein Instant-Messaging-Dienst, der von April 2014 bis 2020 vom Hersteller Open Garden angeboten wurde. Die Technik funktioniert begrenzt auch ohne Internet- oder Telefonverbindung. Dies geschieht über ein vermaschtes Netz, indem Geräte, auf denen das Programm installiert ist, über Bluetooth, WLAN oder Multipeer Connectivity von Apple ein dezentrales Netzwerk herstellen, über das die Nachrichten vom Sender zum Empfänger weitergereicht werden.
Private Nachrichten erhalten eine Ende-zu-Ende-Verschlüsselung.
Im April 2020 war die Software im Apple-Appstore nicht mehr verfügbar. Eine Neuregistrierung bei vorhandener Installation ist nicht mehr möglich und die Website des Herstellers nicht mehr aufrufbar.

## Verwendung zur Umgehung von Netzsperren
Die Anwendung wurde unter großem Medieninteresse im Irak verwendet, wo die Nutzung des Internets durch die dortige Regierung stark eingeschränkt wird. Auch bei den Protesten in Hongkong in der zweiten Jahreshälfte 2014 schalteten die Behörden wiederholt das Handynetz ab, um die Kommunikation der Demonstranten zu unterbinden. Als Reaktion darauf entwickelte sich Firechat zu einem wichtigen Kommunikationsmittel der Proteste.

## Ähnliche Software
Zu den aktuell (2024) empfohlenen Offline-Messaging-Lösungen gehören unter anderem Bridgefy und die Open-Source-App Briar.